# فرودگاه دریاچه بیگ سند
فرودگاه دریاچه بیگ سند (به انگلیسی: Big Sand Lake Airport) یک فرودگاه همگانی است که یک باند فرود رس و ماسه دارد و طول باند آن ۱۰۵۲ متر است. این فرودگاه در کشور کانادا قرار دارد و در ارتفاع ۳۲۰ متری از سطح دریا واقع شده‌است.